# Delphine de Saxe-Cobourg
Pour les articles homonymes, voir Famille Boël, Boël et Maison de Saxe-Cobourg et Gotha (Belgique).
Delphine de Saxe-Cobourg,, née Delphine Boël le 22 février 1968 à Uccle (Bruxelles-Capitale), est une artiste belge qui réalise des œuvres multimédias et un membre officiel de la famille royale belge depuis 2020. Fille adultérine du roi Albert II de Belgique et de la baronne Sybille de Selys Longchamps, elle est la demi-sœur consanguine du roi des Belges, Philippe.

## Biographie

### Famille
À sa naissance, Delphine reçoit le nom de son père légal Jacques Pol Pascal Marie Ghislain Boël, écuyer, administrateur de sociétés, né en 1929 et mort en 2022, membre d'une famille d'industriels anoblie, époux de sa mère, la baronne Sybille de Selys Longchamps, maîtresse du prince de Liège (et futur roi Albert II) de 1966 à 1984.
Dans sa scolarité elle fréquente en Suisse l'Institut Le Rosey à Rolle et en Grande Bretagne la Chelsea School of Art dont elle est diplômée en 1991. 
Michel-François de Selys, le grand-père de Delphine est le frère de Jean de Selys Longchamps (1912-1943), l'aviateur qui en 1943 a mitraillé depuis son avion le siège bruxellois de la Gestapo.
Delphine de Saxe-Cobourg vit depuis 2003 avec James, dit « Jim »,  O'Hare, un Américain d'origine irlandaise qui travaille dans le secteur de la construction. Ils sont les parents de deux enfants, une fille et un garçon, qui bénéficient du titre de « prince et princesse de Belgique » avec prédicat d'altesse royale depuis le jugement du 1er octobre 2020 :
- Joséphine, princesse de Belgique (née le 17 octobre 2003 à Uccle)[5],[6] ;
- Oscar, prince de Belgique (né le 28 avril 2008 à Uccle)[5],[6], qui a été autorisé[7] à substituer à son nom celui de O'Hare de Saxe-Cobourg par arrêté royal du 20 novembre 2024.

### Combat judiciaire
« L'Affaire Delphine » commence le 19 octobre 1999, lors de la publication d'une biographie de la reine Paola. Rédigée par Mario Danneels (nl), un jeune journaliste flamand alors âgé de 18 ans, cette biographie, intitulée Paola, van la dolce vita tot koningin fait mention d'une relation extra-conjugale entretenue par Albert, alors que son couple était en crise, dans les années 1960. De cette relation illégitime serait née une fille dont la ressemblance physique avec le roi est saisissante. Paola aurait à l'époque demandé le divorce, mais la raison d'État fut la plus forte. Le couple s'est ensuite réconcilié à l'aube des années 1980 et paraît depuis lors très soudé et très uni face aux médias : la reine Paola a soutenu publiquement son époux.

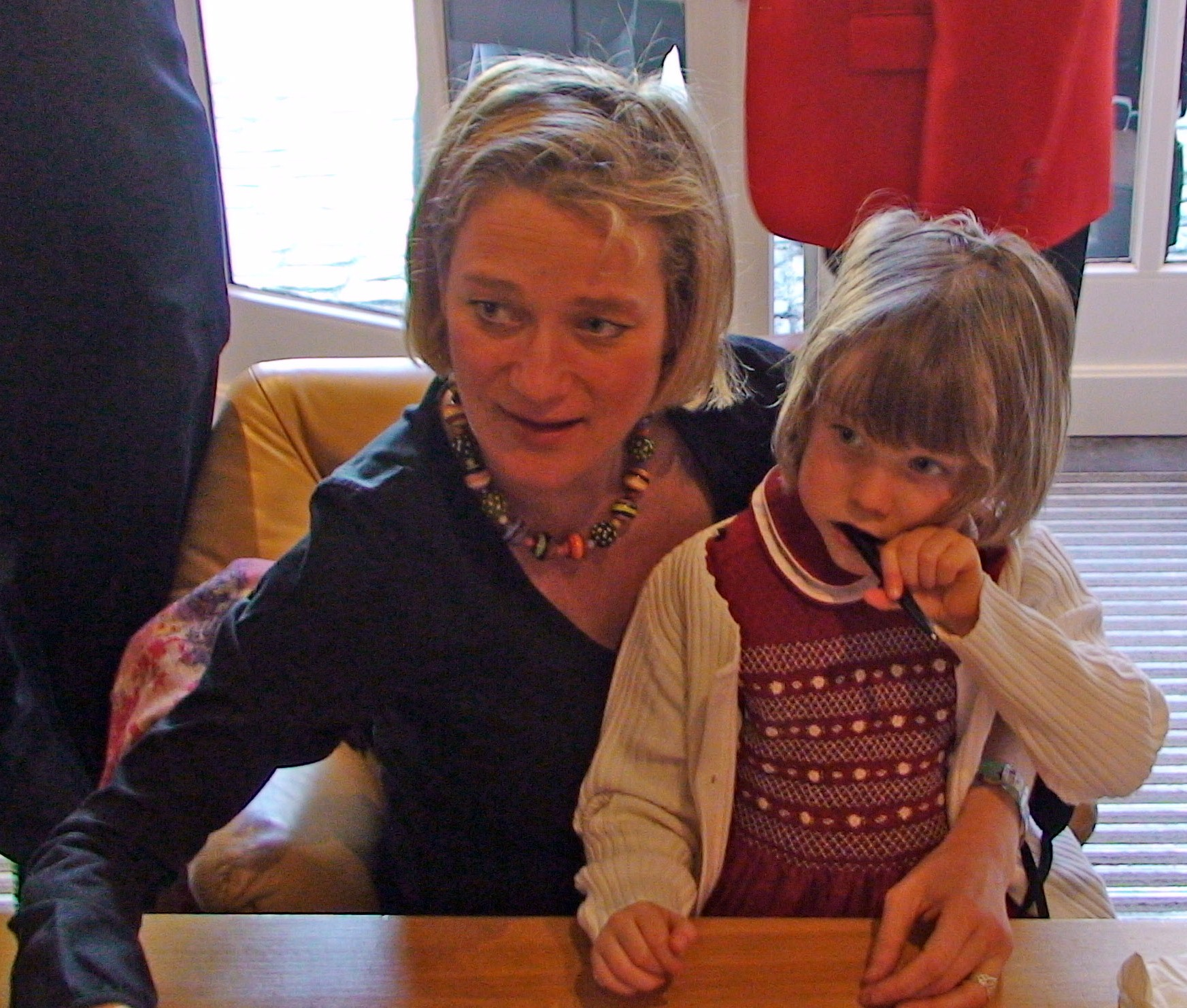
Delphine de Saxe-Cobourg avec sa fille Joséphine en 2008.

Il n'en fallait pas plus pour déclencher une vaste campagne médiatique. Le Palais royal refusa d'abord de réagir à ce qu'il considérait comme des ragots. Finalement, le roi reconnut des problèmes conjugaux lors de son traditionnel discours de Noël, le 24 décembre 1999, disant : « La reine et moi, nous nous sommes remémoré des périodes très heureuses, mais aussi la crise que notre couple a traversée il y a plus de 30 ans. »
À partir de 1999, Delphine retrouve son anonymat, n'apparaît jamais publiquement avec son père biologique supposé et poursuit sa carrière artistique. En Belgique, elle a exposé ses œuvres à Ixelles en 2001, Coxyde en 2004 et à Laethem-Saint-Martin en 2008. En 2003, elle a participé à la Biennale de Venise en Italie, et en 2017 a eu une rétrospective au musée des beaux-arts d'Ixelles. Au printemps 2008, à la demande de la galerie Guy Pieters, elle publie un catalogue d'art autobiographique intitulée Couper le cordon, dans lequel elle décrit ses œuvres qui révèlent les épisodes de sa vie qui l'ont marquée et évoque la façon dont elle les a passés — d'où le titre. En octobre 2008, le prince Laurent et la princesse Claire sont les premiers membres de la famille royale à s'être montrés aux côtés de Delphine à la fin d'un défilé de mode. 
En juin 2013, Delphine entend obtenir la reconnaissance officielle de sa filiation et saisit la justice pour obtenir un test ADN,. 
Elle justifie cette action non pas parce qu’elle recherche un père, mais par sa détermination à faire cesser les discriminations dont elle est l’objet et contre lesquelles elle doit se battre.
Le 25 octobre 2016, la presse annonce qu'une audience aura lieu le 21 février 2017, audience à laquelle les trois parties sont convoquées (Delphine, Jacques Boël et Albert II). Alain Berenboom, conseil d'Albert II, annonce que ses avocats le représenteront lors de cette audience,.
La demande de contestation de paternité vis-à-vis de Jacques Boël a été estimée recevable mais non fondée en première instance ; l'avocat de Delphine fait appel de ce jugement. Le 25 octobre 2018, l'arrêt de la cour d'appel de Bruxelles ordonne au roi Albert II de se soumettre à un test ADN dans les trois mois. Malgré cette mesure « avant dire droit », le roi refuse le test ADN et se pourvoit en cassation contre ce jugement le 1er février 2019. 
Finalement, le roi se soumet au test ADN le 28 mai 2019, à la suite de la décision de la cour. 
Les résultats de ce test sont confidentiels tant pour le roi que pour la cour qui a ordonné cette mesure.
Le 13 décembre 2019, la Cour de cassation rejette le pourvoi d'Albert II.

### Reconnaissance et fin de l'affaire
Le 27 janvier 2020, le roi Albert II reconnaît être le père biologique de Delphine conformément aux résultats du test ADN ordonné par la cour d'appel de Bruxelles, ouvrant la voie à la fin d'une saga judiciaire qui dure depuis plusieurs années.
Le 4 juin 2020, deux jours avant les 86 ans du roi Albert, l'affaire revient sur le devant de la scène médiatique car la Cour d'appel de Bruxelles doit entendre une dernière fois les parties dans ce dossier, avant de rendre une décision définitive sur cette affaire. Delphine Boël pourrait en effet prétendre à un nouveau nom de famille, à un titre ainsi qu'à « un quart » de l'héritage auquel « les autres enfants auront droit » à la mort du roi.

### Princesse de Belgique
La Cour d'appel rend son arrêt définitif le 1er octobre 2020 et Delphine devient officiellement princesse de Belgique et prend le nom de son père biologique, de Saxe-Cobourg, avec prédicat d'altesse royale,,. Elle et sa descendance ne sont cependant pas dynastes et n'intègrent pas l'ordre de succession au trône de Belgique.
Le 15 octobre 2020, un message commun du roi Philippe et de la princesse Delphine, signé « Philippe & Delphine », révèle que le frère et la sœur se sont rencontrés pour la première fois le 9 octobre au château de Laeken, résidence du roi, et que ce nouveau lien « va désormais se développer dans un cadre familial »,,. Le 25 octobre 2020, elle est reçue par Albert II et Paola au château du Belvédère.
La princesse Delphine assiste au défilé du 21 juillet 2021 depuis la tribune royale. Elle porte à cette occasion une robe signée Erratum Fashion — marque dont le nom fait référence à la correction des erreurs du passé colonial —, créée par la styliste belge d'origine guinéenne Siré Kaba.
En décembre 2023, Delphine de Saxe-Cobourg se plaint auprès du Premier ministre Alexander De Croo, via une lettre écrite par son avocat Marc Uyttendaele, de ne pas bénéficier du même traitement que les membres actifs de la famille royale belge de la part du gouvernement et de n'être conviée qu'à quelques événements officiels. Le Premier ministre se justifie en indiquant que Delphine de Saxe-Cobourg n'exerce, contrairement à d'autres membres de la famille royale, « aucune fonction officielle qui justifierait qu'elle soit invitée à certaines cérémonies ». L'objet de cette lettre, divulguée dans la presse belge, suscite une importante polémique qui amène Delphine de Saxe-Cobourg à regretter publiquement que cette affaire ne se soit pas réglée dans un cadre privé.

### Ordre de succession au trône
La princesse Delphine et ses descendants, dont les titres et prédicats sont reconnus, n'entrent cependant pas dans l'ordre de succession au trône de Belgique, conformément aux articles 5 et 6 de l'arrêt du 1er octobre 2020, rendu par la Cour d'appel de Bruxelles, dans cette affaire « Delphine Boël c. Jacques Boël et S.M. le Roi Albert II » :
II. L’ordre de succession au Trône
5. Pour ce qui est ensuite de l’incidence de l’établissement de cette filiation sur l’ordre de succession au trône, il convient de signaler qu’aux termes de l’article 85 de la Constitution, n’entrent dans cet ordre que les descendants d’une union qui a reçu le contreseing du gouvernement fédéral.
6. Cette condition n’étant pas remplie en l’espèce, la princesse Delphine et ses descendants n’entrent pas dans l’ordre de succession au trône,.

## Œuvres littéraires
Delphine de Saxe-Cobourg a publié deux ouvrages ; le premier à caractère autobiographique et le second davantage axé sur ses activités en qualité d'artiste plasticienne :
- Delphine Boël, Couper le cordon, Bruxelles, Éditions Luc Pire, 2008, 135 p. (ISBN 978-2-5070-0068-4).
- Delphine Boël, Never Give up, Lormont, Bord de l'eau, 2017, 96 p. (ISBN 978-2-3901-5012-1).

## Vie médiatique
La princesse Delphine a participé à la troisième saison de Dancing with the Stars (version belge flamande). Cette émission est diffusée sur la chaîne Play4.
Le 12 janvier 2022, les télévisions RTL et VRT diffusent Delphine, mon histoire, un documentaire de 150 minutes dans lequel la princesse revient sur son parcours et ses liens avec son père. Ce documentaire est co-produit par la Warner Bros.

## Titulature
- 22 février 1968 – 1er octobre 2020 : Jonkvrouw (Demoiselle) Delphine Boël[N 5] ;
- Depuis le 1er octobre 2020 : Son Altesse Royale Delphine de Saxe-Cobourg, princesse de Belgique (jugement).